# Renske de Greef
Renske de Greef (Utrecht, 19 februari 1984) is een Nederlandse schrijfster en columniste die bekend werd door haar columns over seks en relaties voor het online jongerenmagazine Spunk.

## Biografie
Op 16-jarige leeftijd begon Renske de Greef met schrijven voor Spunk. Twee jaar later maakte ze furore met de column Lust. Een gebundelde uitgave van deze column verkocht meer dan 12.000 exemplaren. Na Lust kwam Ja/Nee, een boekje dat ze schreef samen met vriend en Spunk-hoofdredacteur Jan Hoek, die ze leerde kennen op het St. Bonifatiuscollege te Utrecht. Ze studeerde enkele maanden Algemene Cultuurwetenschappen. Ze had een wekelijkse column in de krant De Morgen.
Voor Plan Nederland bezocht zij Afrika en op 1 december 2005 kwam het boekje Seks in Afrika uit ter gelegenheid van de Wereldaidsdag. Eind november 2007 kwam haar eerste roman uit, Was alles maar Konijnen.
De eerste helft van 2008 verbleef zij samen met Jan Hoek in Dar es Salaam, Tanzania om daar een jongerentijdschrift op te zetten.
Ze schreef in 2009 het editorial voor het blad JOIN en werkte freelance voor diverse tijdschriften. Op 10 oktober 2009 kwam haar roman En je ziet nog eens wat uit, een portret van de subcultuur van jonge vrijwilligers in Afrika. In september 2012 verscheen haar boek Watertanden, dat ze maakte samen met Karlijn Souren en Andreia Costa.
Op 29 maart 2010 volgde Renske de Greef Aaf Brandt Corstius op als vaste columnist voor de nrc.next. Vanaf 2012 schreef ze de column afwisselend met Marcel van Roosmalen. In 2013 presenteerde ze een bundel columns, Vraagstukken voor telaatkomers, Funda-verslaafden en mensen die hun printer niet vertrouwen en kondigde ze aan een wereldreis te gaan maken. Sinds augustus 2014 is Renske de vaste columnist van computerblad MacFan en vanaf 2015 heeft ze daarnaast een getekende column in NRC. In 2017 verscheen een bundel met haar columns in stripvorm, Waarom ik mensen niet in mootjes hak. In 2018 schreef ze het scenario voor KORT!: Tienminutengesprek, dat haar de Zilveren Krulstaart opleverde. In 2019 volgden drie scenario's voor de serie De regels van Floor.